# 플로린 크추

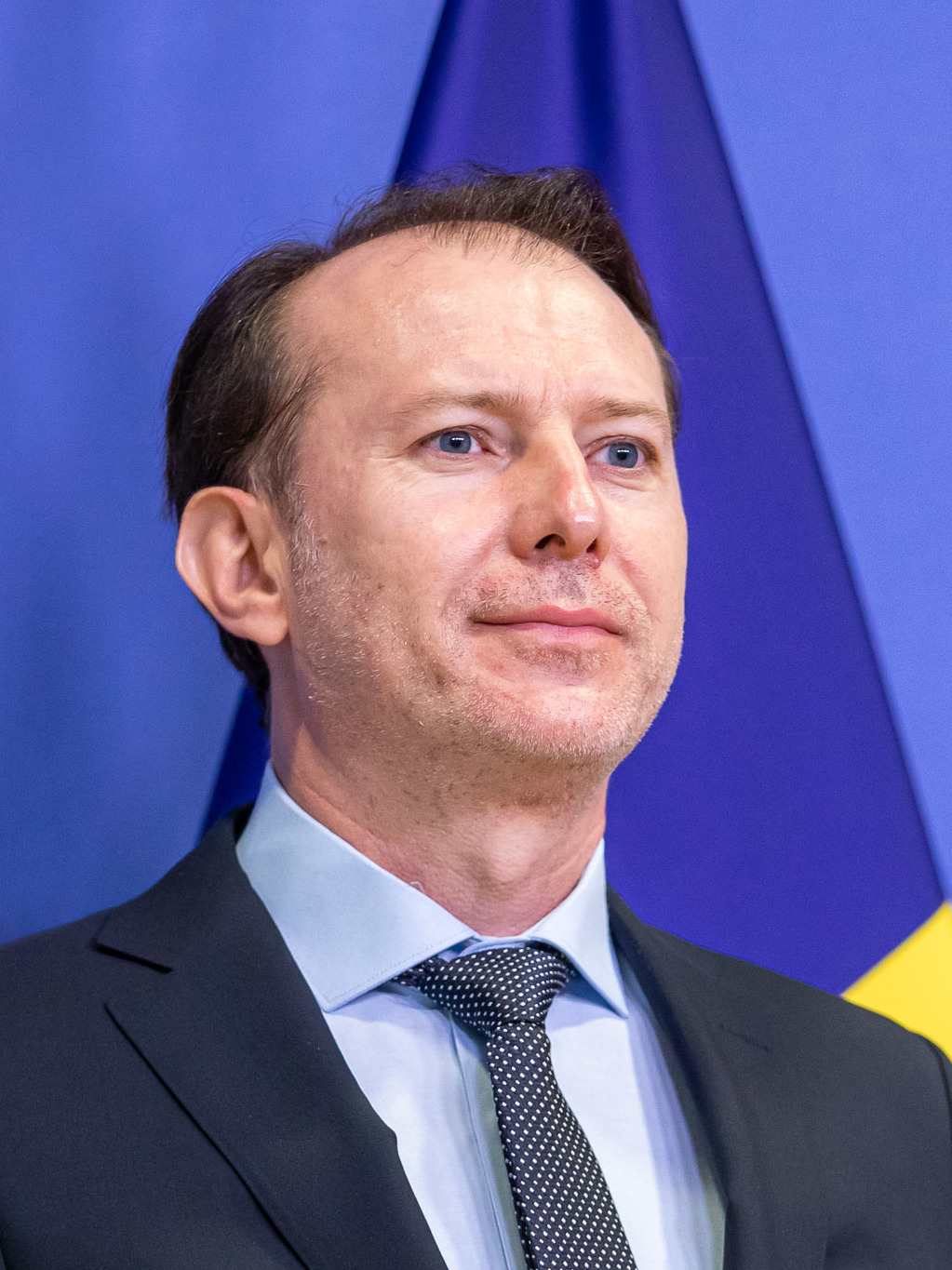
플로린 크추

플로린-바실레 크추(루마니아어: Florin-Vasile Cîțu, 1972년 4월 1일~ )는 루마니아의 정치인이다.

## 교육
1996년 그리넬 칼리지를 졸업하였으며, 2001년 아이오와 주립 대학교에서 경제학 석사 학위 및 거시경제 및 국제경제학 박사 학위를 취득했다.

## 초기 경력
졸업 후 뉴질랜드 준비 은행(2001-2003) 및 유럽 투자 은행(2003-2005)에서 근무했으며, 이후 2011년까지 ING 그룹 루마니아 지부에서 증권 인수업자로 근무했다.

## 정치 경력
그는 2016년 이래 상원의원을 지냈으며 2019년 11월 4일부터 2020년 12월 23일까지 루도비크 오르반 총리 밑에서 공공재무부 장관을 지냈다.
2019년 재무장관으로 지명되었으나, (법적 구속력이 없는) 국회 공동예산재무위원회 표결에서 부결되었다.
2020년 2월 5일 오르반 내각이 불신임을 당하자, 클라우스 이오하니스 대통령은 26일 크수를 총리 후보로 지명했으며 정부 구성권을 부여했다.
이후 12월 7일 오르반 총리가 사임하고 니콜라에 시우카가 대행하던 상황에서, 크수는 국민자유당의 차기 총리 후보로 지명되었다. 이후 23일 3당 연정의 총리로 정식으로 취임했다. 하지만 여성 각료가 단 1명 뿐인데다 "논문 표절에 연루된 이들을 보호하는" 법을 제안해 논란을 일으켰던 소린 심페아누 전 장관을 임명해 비판을 받았다.
2020년 12월 23일 상·하원 합동 신임투표에서 찬성 260표 대 반대 186표로 신임 총리에 취임했다.
2021년 11월 25일 총리직에서 퇴임하였다.